# Ansgar Ahlbrecht
Ansgar Ahlbrecht (bürgerlich: Werner Ahlbrecht, * 22. Oktober 1928 in Brand bei Aachen; † 1. Juni 2025) war ein deutscher Benediktinerpater und geistlicher Schriftsteller.

## Leben
Ahlbrecht trat 1953 in die Benediktinerabtei Niederaltaich ein. Nach Profess am 31. Oktober 1954, studierte er katholische Theologie  in Bonn und Innsbruck. Er promovierte  1961 bei Karl Rahner in Innsbruck zum Dr. theol. Die Priesterweihe erfolgte am 23. März 1958. Er war Schriftleiter der Zeitschrift UNA SANCTA. Zeitschrift für ökumenische Begegnung. 1968 wurde er vom Konvent seines Klosters zum Abt von Niederaltaich gewählt. 1969 legte er sein Amt nieder und trat aus dem Kloster aus. Nach der Laisierung 1970 leitete er ab 1971 die von der action 365 eingerichtete Kontaktstelle für ökumenische Gemeindearbeit und war zwei Jahrzehnte lang Herausgeber der Zeitschrift ökumene am ort – Blätter für ökumenische Basisarbeit. Seit 1970 arbeitete er als Übersetzer und war 16 Jahre auch verantwortlicher Redakteur der deutschen Ausgabe der internationalen Zeitschrift für Theologie Concilium.